# Hans Fuss
Hans Fuss, nemški častnik, vojaški pilot in letalski as, * 19. september 1920, Altenhof, Nemčija, † 10. november 1942, Berlin.

## Življenje in vojaška pot
Fuss je med 2. svetovno vojno prejel viteški križ železnega križa. Opravil je 300 bojnih poletov in dosegel 71 zmag, vse na vzhodni fronti.

## Napredovanja
- ? - poročnik

## Odlikovanja
- Ehrenpokal der Luftwaffe (22. marec 1942)
- nemški križ v zlatu (10. julij 1942)
- viteški križ železnega križa (23. avgust 1942)